# Kamerunberg-Bürstenhaarmaus
Die Kamerunberg-Bürstenhaarmaus oder Rosevears Bürstenhaarmaus (Lophuromys roseveari) ist ein wenig erforschtes Nagetier aus der Gattung der Bürstenhaarmäuse (Lophuromys). Sie ist in Kamerun endemisch. Das Artepitheton roseveari ehrt den britischen Mammalogen Donovan Reginald Rosevear.

## Merkmale
Die Kamerunberg-Bürstenhaarmaus erreicht eine Kopf-Rumpf-Länge von 104 bis 141 mm, eine Schwanzlänge von 50 bis 78 mm, eine Ohrenlänge von 16 bis 21 mm sowie eine Hinterfußlänge von 29 bis 25,1 mm. Das Körpergewicht liegt bei 49 bis 88 g. Der ungesprenkelte Rücken ist rötlich braun, der Bauch ist hell rötlichbraun oder dunkel zimtbraun. Die Haare sind lang und dicht. Der Kopf ist ähnlich wie der Rücken gefärbt. Die Ohren sind ziemlich groß. Die Vorder- und Hintergliedmaßen sind braun. Die sehr langen und flexiblen Krallen sind braun. Der kurze, dunkelbraune Schwanz weist eine Länge auf, die 50 % der Kopf-Rumpf-Länge entspricht. Der Schädel ist dünn und fragil mit schmalen Choanen und stärker geneigten Rändern der Jochbeinplatten. Die supraorbitalen Grate (eine knöcherne längliche Öffnung, die sich über der Augenhöhle und unter der Stirn befindet) sind schwach entwickelt. Der Jochbogen ist schmaler. Die Weibchen haben zwei bis drei Zitzenpaare.

## Systematik
Martin Eisentraut war 1963 der erste Forscher, der feststellte, dass am Kamerunberg in Kamerun ein neues, unerforschtes Taxon der Bürstenhaarmäuse existiert. 1967 sammelte Eisentraut den Holotypus. Weitere 43 Exemplare wurden bis dahin in verschiedenen Höhenlagen und an verschiedenen Orten am Kamerunberg gesammelt. 16 Exemplare dienten als Basis für die Erstbeschreibung von Walter Verheyen, Jan Hulselmans, Marc Colyn und Rainer Hutterer im Jahr 1997.

## Verbreitungsgebiet
Die Kamerunberg-Bürstenhaarmaus ist nur aus verschiedenen Höhenlagen vom Kamerunberg im westlichen Kamerun bekannt. 

## Lebensraum
Die Kamerunberg-Bürstenhaarmaus bewohnt Bergwälder, Grasland, Waldränder, Gärten und Plantagen in Sekundärwäldern in Höhenlagen von 1200 bis 3100 m.

## Lebensweise
Die Lebensweise dieser Art ist nicht studiert.

## Status
Die IUCN hat dieses Taxon in die Kategorie „nicht gefährdet“ (least concern) eingestuft. Die Art ist örtlich häufig. Obwohl ihr Verbreitungsgebiet begrenzt ist, gibt es für die Kamerunberg-Bürstenhaarmaus derzeit oder in naher Zukunft offenbar keine größeren Bedrohungen.